# Скачков Антон Олександрович
Анто́н Олекса́ндрович Скачко́в (нар. 5 липня 1979, Черкаси) — український легкоатлет-паралімпієць, заслужений майстер спорту України, почесний громадянин міста Черкас, дворазовий чемпіон та дворазовий срібний призер Паралімпійських ігор, багаторазовий чемпіон і рекордсмен світу та Європи.

## Життєпис
Народився 5 липня 1979 року у Черкасах. Почав займатися легкою атлетикою у 1995 році у дитячо-юнацькій спортивній школі для інвалідів Черкаської обласної ради.
У 2005 році закінчив Черкаський національний університет імені Богдана Хмельницького та здобув кваліфікацію бакалавра фізичного виховання і спорту, вчителя фізичної культури.
У 1999—2008 роках — спортсмен-інструктор штатної збірної команди України з легкої атлетики серед спортсменів з ураженням опорно-рухового апарату. Багаторазовий переможець та призер чемпіонатів України 1996—2008 років. Триразовий рекордсмен України у стрибках у довжину (2004 р.), у потрійному стрибку (2004 р.) та з бігу на 100 м (2007 р.).
Чемпіон світу 1999 та 2002 років. Чемпіон Європи 2001, 2003 та 2005 років. Дворазовий срібний призер Паралімпійських ігор 2000 року. Дворазовий чемпіон Паралімпійських ігор 2004 року.

## Нагороди
- Орден «За заслуги» (Україна) III ступеню (2000 рік);
- Медаль «За працю і звитягу» (2003 рік);
- Орден «За мужність» II ступеню (2004 рік);
- занесений до Галереї Слави м. Черкас за вагомий внесок у розвиток фізичної культури і спорту України;
- звання «Почесний громадянин міста Черкаси» (2014 рік);
- Відзнака Президента України — ювілейна медаль «25 років незалежності України» (2016).[1]